# Kristofer Wåhlander

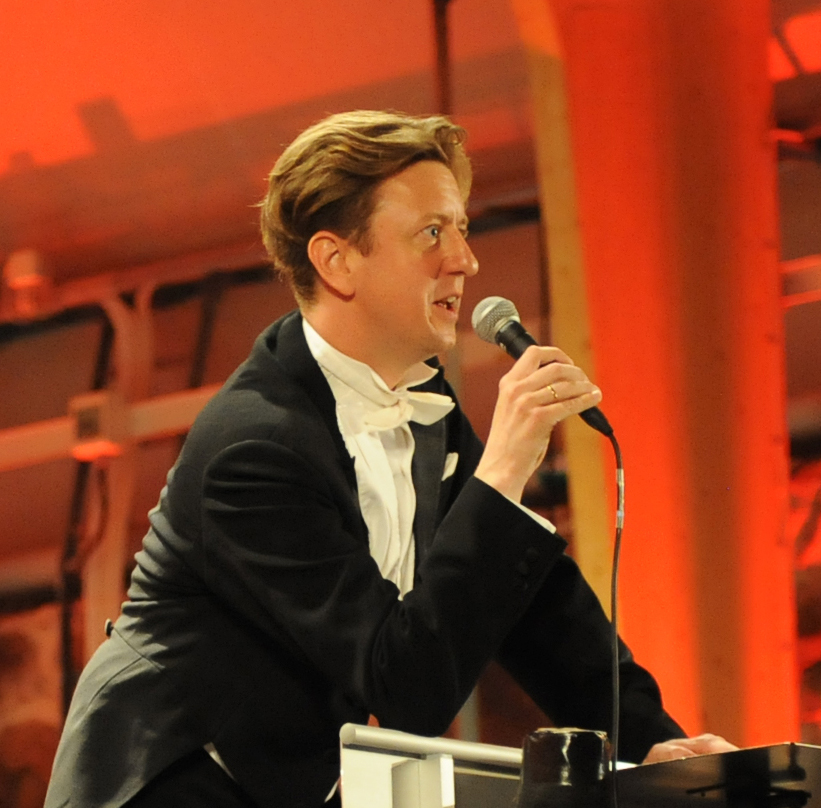
Kristofer Wåhlander.

Jan Daniel Kristofer Wåhlander, född den 12 november 1974 i Löddeköpinge, Skåne, är en svensk dirigent som i många år varit verksam i Ryssland. Sedan 2006 är han bosatt i Barsebäckshamn.
Wåhlander utbildade sig i bland annat gitarrspel i Manchester vid Royal Northern College of Music. Där fick han upp ögonen för dirigering och studerade sedan dirigering vid S:t Petersburgs Statliga Musikkonservatorium. 
2001 startade han St. Petersburg Festival Orchestra med vilken han arbetat i många år. Han har även arbetat med S:t Petersburgs filharmoniker, Islands symfoniorkester, S:t Petersburg State Symphony Orchestra, State Hermitage Orchestra, Kaliningrad Symphony Orchestra, Sydjyllands symfoniorkester med flera.
2004-2007 arbetade han som konstnärlig ledare för festivalen Nordic Music i S:t Petersburg, med syftet att sprida nordisk musik i Ryssland. 
Wåhlander var huvudperson i Viveca Ringmars dokumentärfilm Musik på liv och död som sändes i SVT2 under namnet "Kristofers orkester" våren 2006. 
Wåhlander gjorde sin cd-debut på skivbolaget La Forza 2006 med Tjajkovskijs 5:e symfoni. 
Sedan 2010 driver Wåhlander, i samarbete med bland andra Kävlinge kommun, den professionella Lundalands filharmoniska orkester. Samma år dirigerade han denna samt solisterna Timbuktu, Marie Fredriksson, Håkan Hardenberger och Ola Salo i invigningskonserten av Citytunneln i Malmö. Med inspiration från brittiska Last Night of the Proms arrangerade med sin orkester 2015 en "Proms-konsert" i Jakriborg, följt av "Last Night at Malmö Arena!" på Malmö Arena med brittiska gästsolister 2016 och 2017, samt även liknande på Helsingborgs konserthus. Hösten 2018 flyttade evenemanget till Sparbanken Skåne Arena i Lund som "Last Night in Lundon".
Hösten 2018 tillträdde han även som chef för Kulturskolan i hemkommunen Kävlinge, parallellt med sin dirigentkarriär.
Under 2022 respektive 2023 introducerade Kristofer Wåhlander den brittiska metoden Music in mind i Kävlinge kommun och Sjöbo kommun. Metoden hjälper människor med demens att återfå värdefulla förmågor och är utvecklad av kammarorkestern Manchester Camerata tillsammans med brittiska forskare.

## Kritik
Wåhlander var oberoende valobservatör under ryska presidentvalet 2018 på den annekterade Krimhalvön, vilket står i strid med ukrainsk lag. Detta skedde genom en officiell inbjudan från Ryska federationsrådet. Wåhlander reste till Krim privat och genom sitt inofficiella deltagande (ej genom OSSE) anses han ha legitimerat dels Krims annektering, dels den ryska regimen i stort.